# Una burla riuscita
Una burla riuscita è una breve opera letteraria pubblicata nel 1926 da Italo Svevo.

## Trama
In questo libro è narrata la storia di Mario Samigli (pseudonimo con il quale lo stesso Svevo firmò numerosi articoli apparsi sull'Indipendente), un letterato deluso per i continui insuccessi, che riesce a riscattarsi grazie ad un improvviso successo negli affari, che compensa le delusioni letterarie.
Mario Samigli, impiegato con spiccate velleità artistiche e grande lettore e studioso di letteratura è autore di molte favole (per lo più imitazioni dai più grandi autori) e di un romanzo pubblicato quarant'anni prima. In un certo momento della sua vita, però, la situazione cambia grazie all'incontro con un tizio che si presenta come rappresentante di un editore tedesco interessato a pubblicare il romanzo. L'incontro è fonte di grande felicità per il protagonista al quale sembra stia per arrivare (anche se ormai piuttosto anziano) il momento della definitiva e inequivocabile consacrazione a scrittore: un riconoscimento del quale egli considerava degna la sua arte ma mai concretizzato.

Ma presto la storia si capovolge in dramma, alla scoperta che il suo improvviso successo non è stato altro che lo scherzo (una "burla" appunto) di un collega del protagonista, che lo vuole unicamente umiliare.
In quest'opera, seppur molto breve, è possibile riscontrare alcune specifiche tematiche, riconducibili poi alle medesime su cui si fonda l'intera opera Sveviana: esse sono principalmente la psicoanalisi dell'insoddisfazione, che prende corpo con i sogni e nei sogni del protagonista, tanto turbati e ansiosi quanto calma è la sua condotta da sveglio; l'amore dimostrato al protagonista dal fratello, tenuto ostaggio del dolore dalla malattia; il dramma della beffa, che, lontana dall'essere umoristica, è al contrario bassamente malevola.

## Analisi
Come tante altre opere di Italo Svevo, anche questo racconto può essere letto attraverso la lente della psicoanalisi.
Mario è uno scrittore ed è solito scrivere favole. I protagonisti di queste storie sono piccoli passeri, ai quali Mario assegna attributi, sensazioni ed esperienze umane. In alcune favole viene descritta la loro paura di morire di fame e il loro bisogno di cibo. La loro vita dipende da un uomo che dà loro da mangiare. La dipendenza e la paura li rendono passivi, cioè incapaci di prendere iniziativa e abbandonati all’inerzia.
Nel racconto di Svevo è possibile scorgere una sorta di equivalenza tra l’essere nutriti e l’essere amati. È possibile vedere il passero come il bambino-Mario che ha patito la mancanza d’affetto della persona dalla quale dipendeva, cioè il padre, e la scrittura come un modo che Mario ha per rinfacciargli tale mancanza. L’angoscia della privazione d’affetto porta Mario a fare della propria vita un problema di sopravvivenza. Il narcisismo del protagonista è possibile vederlo come un modo per difendersi dagli altri. La paura lo rende passivo e lo spinge a chiudersi nel proprio nido, insieme al fratello Giulio, lontano dai pericoli della vita. Riesce a separare la realtà dal mondo immaginario e fa della scrittura il centro della propria vita. Si compiace unicamente col fratello dei suoi risultati letterari, ma in realtà scrive per pubblicare, e quindi per uscire dal nido. L’occasione si presenta quando l’amico Enrico Gaia promette di fargli incontrare il rappresentante dell’editore Westermann.
Sembra che Svevo abbia dato a Gaia il ruolo del Rivale, che richiama la figura paterna, che punisce il figlio perché ha provato a uscire dal regno dei sogni e a entrare in quello dell’abilità, cioè il regno del padre.

## Edizioni
- Italo Svevo, Una burla riuscita,  cap. 8, ISBN 88-6004-002-7.